# 亀井克之
亀井 克之（かめい かつゆき、1962年 - ）は、日本の経営学者、専門はリスクマネジメント論、関西大学教授。

## 人物・来歴
大阪府生まれ。父も関西大学教授を務めた亀井利明。関西大学第一高等学校卒業。1985年大阪外国語大学フランス語学科卒業、大阪府立渋谷高等学校勤務。1989年―94年大阪府立摂津高等学校勤務。1988年大阪外国語大学第二部英語学科卒、1990年同大学院フランス語科修士課程修了。1993年関西大学大学院商学研究科博士課程後期課程必要単位修得後退学、関西大学総合情報学部専任講師となり、1997年助教授、2004年教授、2010年同社会安全学部教授。
2002年『新版　フランス企業の経営戦略とリスクマネジメント』により大阪市立大学より商学博士、同書で渋沢・クローデル賞受賞。

## 著書
- 『フランス企業の経営戦略とリスクマネジメント』法律文化社, 1998
  - 『フランス企業の経営戦略とリスクマネジメント 新版』法律文化社, 2001
- 『経営者とリスクテーキング』関西大学出版部, 2005
- 『リスクマネジメントの基礎理論と事例』関西大学出版部, 2011
- 『経営学とリスクマネジメントを学ぶ 生活から経営戦略まで』法律文化社, 2014
- 『現代リスクマネジメントの基礎理論と事例』法律文化社, 2014
- 『決断力にみるリスクマネジメント』 (シリーズ・ケースで読み解く経営学) ミネルヴァ書房, 2017
- 『生活リスクマネジメントのデザイン :リスクコントロールと保険の基本』法律文化社, 2018.5

### 共編著
- 『（基本）リスクマネジメント用語辞典』亀井利明 監修, 上田和勇共編著. 同文舘出版, 2004
- 『リスクマネジメント総論 増補版』亀井利明共著. 同文舘出版, 2009
- 『ソーシャル・リスクマネジメント論』亀井利明共著. 同文舘出版, 2012.10
- 『危機管理とリーダーシップ』亀井利明共著. 同文舘出版, 2013.10
- 『日本的リスクマネジメント理論の現代的意義 亀井利明最終講演の記録』羽原敬二共編著. 関西大学出版部, 2016
- 『新たなリスクと中小企業 日仏シンポジウムの記録』編著. 関西大学出版部, 2016

翻訳
- ジャン=ピエール・ダニエル『バンカシュランス戦略』関西大学出版部, 1996
- オリビエ・トレス『ワイン・ウォーズ:モンダヴィ事件 グローバリゼーションとテロワール』関西大学出版部, 2009

## 論文
- ＜亀井克之